# Duncansby Head

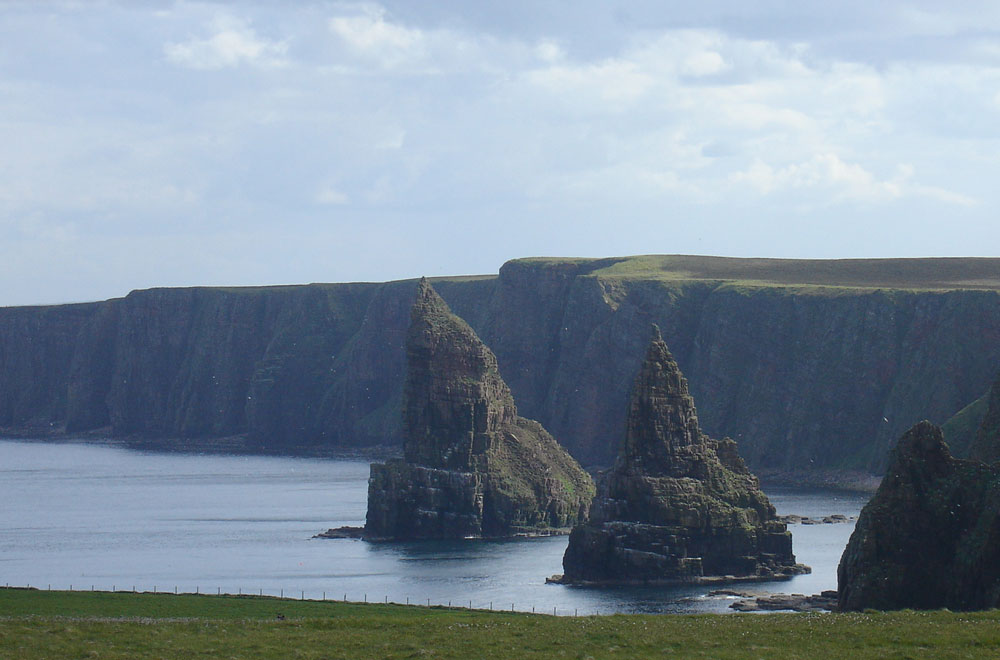
Duncansby Stacks, klippor strax söder om Duncansby Head.

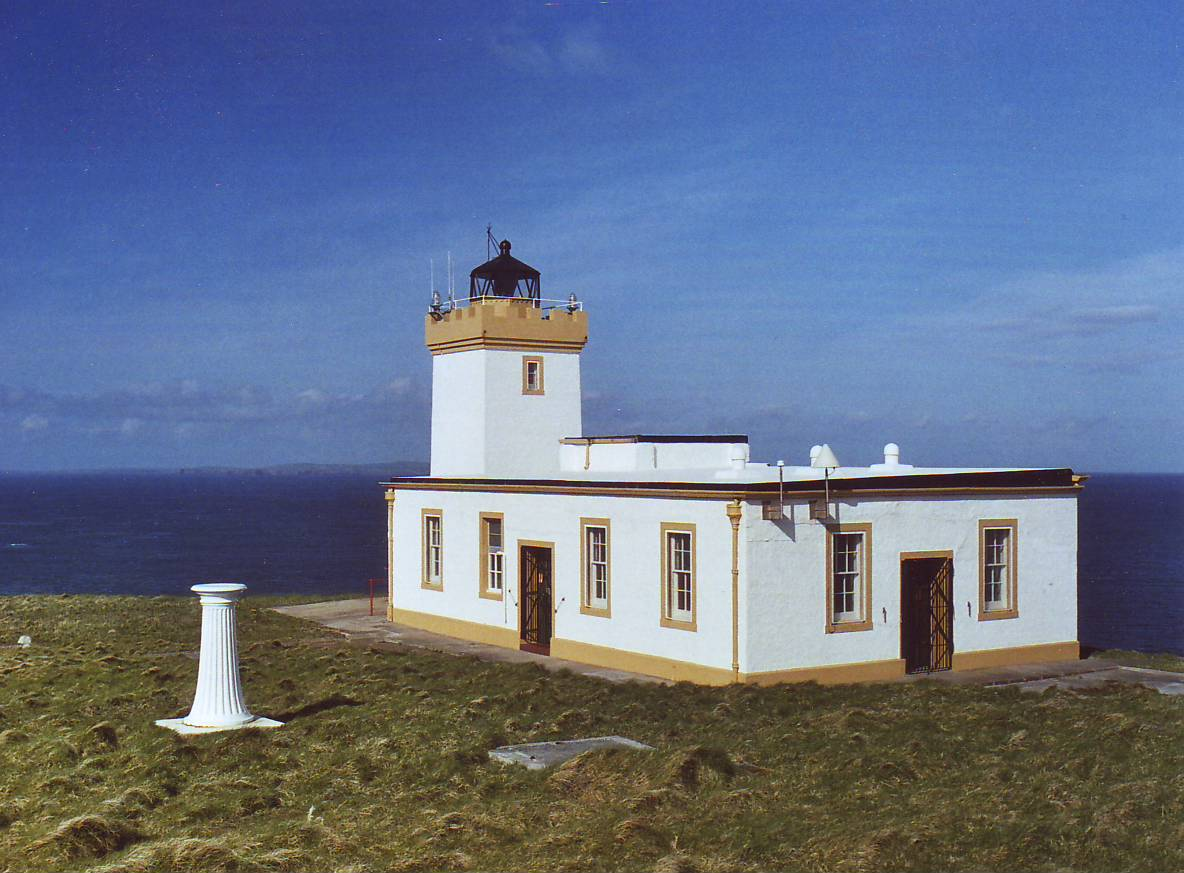
Duncansby Heads fyr.

Duncansby Head ligger i skotska Caithness nära John o' Groats, och är den nordöstligast belägna delen av den brittiska huvudön Storbritannien. Duncansby Head utgörs av ett näs som löper ut i Nordsjön, mellan Pentlandsundet i norr och väst, och fjorden Moray Firth i söder.
Duncansby Head Lighthouse är en fyr belägen på nordspetsen. Den uppfördes 1924 som bemannad fyr, men automatiserades 1997.